# Onzain
Onzain är en kommun i departementet Loir-et-Cher i regionen Centre-Val de Loire i de centrala delarna av Frankrike. Kommunen ligger i kantonen Herbault som tillhör arrondissementet Blois. År 2018 hade Onzain 3 275 invånare.

## Befolkningsutveckling
Antalet invånare i kommunen Onzain
| Referens: INSEE |